# Ronald Gray
Ronald Gray, född 4 augusti 1932, död 17 augusti 2019, var en australisk friidrottare. Han deltog vid olympiska sommarspelen 1956.